# تپه پاچیا تملیه
تپه پاچیا تملیه مربوط به دوران‌های تاریخی پس از اسلام است و در شهرستان سلسله، روستای تملیه واقع شده و این اثر در تاریخ ۱۰ مهر ۱۳۸۰ با شمارهٔ ثبت ۴۰۶۸ به‌عنوان یکی از آثار ملی ایران به ثبت رسیده است.